# Ожи (село)
Ожи (фр. Augé) насеље је и општина у западној Француској у региону Поату-Шарант, у департману Де Севр која припада префектури Ниор.
По подацима из 2011. године у општини је живело 928 становника, а густина насељености је износила 39,78 становника/km². Општина се простире на површини од 23,33 km². Налази се на средњој надморској висини од 50 метара (максималној 189 m, а минималној 49 m).

## Демографија
| 1962. | 1968. | 1975. | 1982. | 1990. | 1999. | 2011. |
| ----- | ----- | ----- | ----- | ----- | ----- | ----- |
| 707   | 840   | 705   | 713   | 757   | 794   | 928   |

График промене броја становника у току последњих година